# Шовхалов, Исрапил Магомедович
Шовхалов, Исрапил Магомедович (род. 27 апреля 1969, Грозный) — российский чеченский журналист, главный редактор журнала «Дош».

## Биография
Родился 27 апреля 1969 года в Грозном, Чечено-Ингушская АССР. В 1987 году окончил грозненскую школу № 1.
В 1991—1994 годах работал на Чеченском Гостелерадио.
В 1995—1996 годах — корреспондент в «Комсомольское племя|Республике», молодёжной газете города Грозный.
В 1996—1998 годах — заведующий редакцией, автор и ведущий программы «Дагалецамаш» (с чеч. — «Воспоминания») Телевидения Чечни.
В 1998—2003 годах — помощником депутата Государственной думы из фракции «Яблоко».
В 2000 году закончил заочное отделение факультета журналистики Ростовского государственного университета.
В 2000—2003 годах — редактор пресс-службы Российского исследовательского центра по правам человека.
20 января 2001 года неизвестные люди избили Шовхалова в Москве.
С 2003 года Шовхалов — главный редактор журнала «Дош».
9 марта 2010 года Шовхалов и шеф-редактор журнала «Дош» Абдулла Дудуев были похищены и в течение трёх часов удерживались неизвестными.

## Награды
- Премия имени Андрея Сахарова «За журналистику как поступок» (2005)[1].
- Премия «За свободу печати» Международной ассоциации издателей[англ.] / IPA Freedom to Publish Prize (2010)[1].
- Третье место в конкурсе «Герой Кавказа-2012» издания «Кавказский узел», набрал 21,29 %[1].
- Премия Московской Хельсинкской группы в области защиты прав человека в номинации «За журналистскую деятельность по продвижению ценностей прав человека» (2019)[2].